# Théorème de Quillen-Suslin
Le théorème de Quillen-Suslin, également connu sous le nom de problème de Serre ou conjecture de Serre, est un théorème d'algèbre commutative concernant la relation entre les modules libres et les modules projectifs sur des anneaux de polynômes. Dans un cadre géométrique, c'est une proposition sur la trivialité des fibrés vectoriels sur un espace affine.
Le théorème stipule que tout module projectif de type fini sur un anneau de polynôme est libre.

## Histoire

### Contexte
Géométriquement, les modules projectifs de type fini sur l'anneau {\displaystyle R[x_{1},\dots ,x_{n}]} correspondent à des fibrés vectoriels sur un espace affine {\displaystyle \mathbb {A} _{R}^{n}}, et les modules libres correspondent à des fibrés vectoriels triviaux. Cette correspondance (des modules aux fibrés vectoriels (algébriques)) est donnée par le foncteur de 'globalisation' ou 'twiddlification', envoyant {\displaystyle M\to {\widetilde {M}}} (cite Hartshorne II.5, page 110). L'espace affine est topologiquement contractile, il n'admet donc pas de fibrés vectoriels topologiques non triviaux.
Jean-Pierre Serre, dans son article de 1955 Faisceaux algébriques cohérents, remarqua que la question correspondante n'était pas connue pour les fibrés vectoriels algébriques : « On ne sait pas s'il existe des A -modules projectifs de type fini qui ne sont pas libres. Ici {\displaystyle A} est un anneau polynomial sur un corps, c'est-à-dire {\displaystyle A} = {\displaystyle k[x_{1},\dots ,x_{n}]}. »
À la consternation de Serre, ce problème est rapidement devenu connu sous le nom de conjecture de Serre. (Serre a écrit : « Je me suis opposé aussi souvent que j'ai pu [à son nom]. » ) L'énoncé ne découle pas immédiatement des preuves données dans le cas topologique ou holomorphe.
Serre a fait quelques progrès vers une solution en 1957 lorsqu'il a prouvé que chaque module projectif de type fini sur un anneau polynomial sur un corps était stablement libre, ce qui signifie qu'après avoir formé sa somme directe avec un module libre de type fini, il devient libre. Le problème resta ouvert jusqu'en 1976, lorsque Daniel Quillen et Andrei Suslin prouvèrent indépendamment le résultat. Quillen a reçu la médaille Fields en 1978 en partie pour sa preuve de la conjecture de Serre. Leonid Vaseršteĭn a donné plus tard une preuve plus simple et beaucoup plus courte du théorème que l'on peut trouver dans l'Algèbre de Serge Lang.

## Généralisation
Une généralisation reliant les modules projectifs sur les anneaux noethériens réguliers A et leurs anneaux polynomiaux est connue sous le nom de conjecture de Bass-Quillen.